# Atherix variegata
Atherix variegata (лат.) — вид двукрылых семейства Athericidae.

## Внешнее строение
Длина тела имаго от 9,4 до 14 мм. Самки несколько мельче самцов. Фасеточные глаза у самцов разделены на ширину больше диаметра простого глазка. Щетинки на лице чёрные. Грудь обычно коричневато-чёрная. Плечевые бугорки на спинке бледно-коричневые. Продольные полосы на груди нечёткие. Длина крыльев в 2,6—2,9 раз больше ширины. У самок ноги одноцветные желтоватые или бледно-красновато-коричневые. У самцов тазики тёмные с множеством тонких белых щетинок, бёдра  темно-желтоватые или красновато-коричневые, на вершине соломенно-жёлтые, голени и лапки тёмные. Членики в основании лапок кирпично-красные. У самцов первый тергит брюшка темно-коричневатый. Второй тергит соломенно-жёлтый с темно-коричневой  перевязью по переднему краю, которая расширена по середине. Третий и четвёртый тергиты белые с темно-коричневым пятном по середине. Пятый тергит темно-коричневого цвета с узкой соломенно-жёлтый перевязью по заднему краю. У самок брюшко тёмное с соломенно-жёлтыми перевязями по заднему краю.
Личинки имеют на теле жаброподобные выступы. От брюшка отходят ложные ноги с крючкам.
Куколки длиной от 11,0 до 13,8 мм, светло-желтовато-коричневые. Передний край первых семи сегментов брюшка и восьмой сегмент полностью немного темнее. На брюшных сегментах имеются различные шипы и выступы.

## Биология
Личинки обитают на речных перекатах, питаются олигохетами и личинками двукрылых. Личинки устойчивы к повышению температуры воды и недостатку кислорода.  Продолжительность развития куколок составляет 7—9 суток.

## Распространение
Вид встречается в США (Иллинойс, Индиана, Мичиган, Миннесота, Небраска, Южная Дакота, Висконсин) и Канаде (Манитоба и Онтарио).